# Ferdinand Eduard Carolin
Ferdinand Eduard Carolin (* 7. Juli 1849 in Markrahnstädt; † 21. Mai 1897 in Hamburg) war ein Hamburger Kürschnermeister und Politiker.

## Leben
Von 1886 bis 1897 gehörte Carolin der Hamburgischen Bürgerschaft an, er war Mitglied der Fraktion der Linken. Von 1888  bis 1891 wirkte Carolin als Schulpfleger.

## Quelle
Mitgliederverzeichnis der Hamburgischen Bürgerschaft 1859 bis 1959 – Kurzbiographien. Zusammengestellt und bearbeitet von Franz Th. Mönckeberg. Gebundenes Schreibmaschinenmanuskript;  Nr. 284
| Personendaten    | Personendaten             |
| ---------------- | ------------------------- |
| NAME             | Carolin, Ferdinand Eduard |
| KURZBESCHREIBUNG | Hamburger Kürschner, MdHB |
| GEBURTSDATUM     | 7. Juli 1849              |
| GEBURTSORT       | Markrahnstädt             |
| STERBEDATUM      | 21. Mai 1897              |
| STERBEORT        | Hamburg                   |